# Lil mama (lied)
Lil mama is een lied van de Nederlandse rapper Idaly in samenwerking met de Nederlandse rapper Josylvio. Het stond in 2018 op de A-kant van de single Minder is meer van Idaly en stond in 2019 als vijfde track op het album Idaly van Idaly.

## Achtergrond
Lil mama is geschreven door Andy Ricardo de Rooy, Idaly Faal, Joost Theo Sylvio Yussef Abdelgalil Dowib en Sergio van Gonter en geproduceerd door Andy Ricardo en Reverse. Het is een nummer uit het genre nederhop. In het lied rappen de artiesten over een mooie vrouw en vertellen ze aan haar waarom zij met de liedverteller zou moeten zijn. 
Het lied werd uitgebracht op de single Minder is meer, met het lied Ass op de B-kant. Dit lied is uitgevoerd door Idaly in samenwerking met Mula B en Bizzey, geschreven door Hicham Gieskes, Idaly Faal, Leo Roelandschap en Sergio van Gonter en geproduceerd door Reverse. De single heeft in Nederland de gouden status.
Op Lil mama is het de eerste keer dat Idaly en Josylvio samenwerken. De samenwerking werd succesvol herhaald op Geboren flex en Ik kom je halen.

## Hitnoteringen
De artiesten hadden succes met het lied in de hitlijsten van Nederland. Het piekte op de tiende plaats van de Nederlandse Single Top 100 en stond twaalf weken in deze hitlijst. Er was geen notering in de Nederlandse Top 40; het kwam hier tot de tweede positie van de Tipparade. 